# Adnan Palangić
Adnan Palangić (Bar, 4. lipnja 1949. – ?, 2020.) bio je hrvatski i crnogorski kazališni, televizijski i filmski glumac.

## Filmografija

### Televizijske uloge
- "Rat prije rata" kao Josip Manolić (2018.)
- "Novine" kao atentator (2018.)
- "Crno-bijeli svijet" kao direktor Ivanović (2015.)
- "Stipe u gostima" kao Mali Stipe (2011.)
- "Bitange i princeze" kao Paško (2008. – 2010.)
- "Odmori se, zaslužio si" kao Mlikan (2008.)
- "Cimmer fraj" kao majstor #2 (2007.)
- "Aleksa Šantić" kao Alijaga Hamžić (1992.)
- "Ranjenik" (1989.)
- "Znak" (1986.)
- "Kože" kao austrougarski kaplar (1982.)
- "Tale" kao invalid Kojo i Crnogorac (1979.)
- "Porobžije" (1977.)

### Filmske uloge
- "S one strane" kao glas majora Živkovića (2016.)
- "Vulkan" kao Erion (2013.)
- "Ničiji sin" kao svećenik (2008.)
- "Zapamtite Vukovar" (2008.)
- "Infekcija" kao čuvar banke (2003.)
- "Tu" kao taksist (2003.)
- "Svjedoci" kao Dino Vasić (2003.)
- "Crvena prašina" kao Babinka (1999.)
- "Maršal" kao Duje (1999.)
- "Žena s krajolikom" kao Filip (1989.)
- "Srebrna lisica" kao Oklagija (1985.)
- "Provincija u pozadini" (1984.)
- "Veliki talenat" (1984.)
- "Skretničar" (1984.)
- "Odumiranje međeda" kao Dako (1983.)
- "Gazija" (1981.)
- "Pokondirena tikva" (1981.)
- "Čorkan i Švabica" (1980.)
- "Husinska buna" (1980.)
- "Ćilim" (1980.)
- "Prkosna delta" kao Cvite (1980.)
- "Nevjeste dolaze" kao drvosječa (1979.)
- "Priča o kmetu Simanu" (1978.)
- "Autogram" (1977.)
- "Pisaća mašina" (1975.)

## Vanjske poveznice
- Adnan Palangić u internetskoj bazi filmova IMDb-u (engl.)
- Stranica na HNK Zajc.hr[neaktivna poveznica]